# Daniel Ris
Daniel Ris (* 8. März 1965 in Leverkusen) ist ein deutscher Schauspieler, Theaterregisseur, Autor, Berater und Kulturmanager. Von 2016 bis 2021 war er Intendant der Burgfestspiele Mayen. Er ist seit der Spielzeit 2022/23  Intendant der Neuen Bühne Senftenberg.

## Leben
Daniel Ris wurde als drittes Kind des Bildhauers Günter Ferdinand Ris und seiner Frau Hildegard Hofmann geboren. Nach Abitur und Zivildienst folgte ein Studium an der Westfälischen Schauspielschule Bochum. Nach dem Diplom 1990 führten ihn Engagements als Schauspieler an die Theater Dortmund und Bielefeld, das Schauspiel Frankfurt am Main und 1993 an das Theater Konstanz. Dort begann Ris auch zu inszenieren. Von 1998 bis 2016 arbeitete er freiberuflich.

## Darsteller
Als Darsteller war er seither u. a. an den Staatstheatern in Stuttgart und Hannover, dem Deutschen Schauspielhaus Hamburg, dem Theater Rampe in Stuttgart sowie in Berlin an der Neuköllner Oper, im TIPI am Kanzleramt und in der Bar jeder Vernunft beschäftigt.

## Regisseur
Als Regisseur folgten zahlreiche Inszenierungen, weiterhin am Theater Konstanz sowie am Theater Augsburg, den Staatstheatern in Oldenburg und Darmstadt, der Landesbühne Hannover, am Stadttheater Bremerhaven, Theater Aachen, Theater Heilbronn, Theater Ulm, Theater Baden-Baden, Stadttheater Ingolstadt, für das Eurostudio Landgraf, für die Burgfestspiele Bad Vilbel, die Komödie im Bayerischen Hof in München und den Heimathafen Neukölln in Berlin.

## Autor
Die erste Arbeit als Theaterautor, die Song-Comedy „Männer gesucht!“, entstand 2009 als Auftragswerk für das Theater Heilbronn, 2011 neuinszeniert für die Komödie im Bayerischen Hof. Aufführungen des Stücks in Inszenierungen anderer Regisseure fanden in Düsseldorf, Wuppertal, Dortmund und Berlin statt. Sein erstes eigenes Musical – „Vorsicht, heiß! – das Küchen-Musical“, mit der Musik von Ariane T. Müller, ist im Verlag Felix-Bloch-Erben erschienen.

## Intendant
Von 2016 bis 2021 war er Intendant bei den Burgfestspielen Mayen.
Es gelang ihm durch seine Auswahl der Stücke, seine Inszenierungen und sein Engagement die Zuschauerzahlen in jedem Jahr seiner Intendanz zu steigern.
Seit der Spielzeit 2022/23 ist er Intendant der Neuen Bühne Senftenberg.

## Weiterführendes Engagement
Begleitend zu seiner Theaterarbeit absolvierte Ris ab 2008 als Stipendiat der Ars Rhenia Stiftung das Studium zum Executive Master in Arts Administration an der Universität Zürich, das er 2011 mit der Arbeit „Unternehmensethik für den Kulturbetrieb. Perspektiven am Beispiel öffentlich-rechtlicher Theater“ abschloss. Seither ist er, neben seiner Theatertätigkeit, auch zunehmend als Berater, Vortragender und Gastdozent zu diesem Thema tätig. 2013–2015 folgte eine Ausbildung zum Open-Space-Technology-Begleiter und eine Weiterbildung als Systemischer Coach an der Fachhochschule Potsdam.
Daniel Ris ist Gründungsmitglied und Vorstand der Initiative art but fair  e.V.

## Werke
- Unternehmensethik für den Kulturbetrieb: Perspektiven am Beispiel öffentlich-rechtlicher Theater. Springer VS, Wiesbaden 2011, ISBN 978-3-531-19232-1. (Masterarbeit)